# محمد بن عبد الله الشريف
محمد بن عبد الله بن ناصر الشريف الرئيس السابق للهيئة الوطنية لمكافحة الفساد، من مواليد مدينة الحريق عام (1359هـ) 1940م، خريج جامعة الملك سعود كلية الآداب وحاصل الماجستير في الإدارة العامة - من جامعة جنوب كاليفورنيا - الولايات المتحدة الأمريكية.

## العمل والمناصب
- عضو في مجلس الشورى السعودي لثلاث دورات: من 1992م إلى 2008م.
- وكيل وزارة المالية والاقتصاد الوطني للشؤون المالية و الحسابات من 1981م إلى 1992م.
- وكيل مساعد في ديوان المراقبة العامة من 1977م إلى 1981م.
- مدير عام ديوان المراقبة العامة من 1975م إلى 1977م.
- مدير عام التفتيش بديوان المراقبة العامة من 1973م إلى 1975م.
- مدقق ومراجعة حسابات بديوان المراقبة العامة من 1959م إلى 1973م.[2]

## المؤلفات
| الكتاب                                                    | التاريخ | ملاحظات |
| --------------------------------------------------------- | ------- | ------- |
| حسابات الحكومة في السعودية                                | 1981    |         |
| قطوف الأدب في أخبار ومآثر العرب                           | 2000    |         |
| المنتقى في شعر الغزل المختار من إبداعات الأشعار           | 2000    |         |
| الرقابة المالية في السعودية                               | 2001    | [ 3 ]   |
| جوهر الإدارة: رؤية تحليلية وتطبيقية مقارنة لنظرية الإدارة | 2002    | [ 4 ]   |
| رحلة عمر سيرة ولمحات من التاريخ الاجتماعي                 | 2023    | [ 5 ]   |

## مقالاته
http://www.aleqt.com/author/mohammd_alsharif